# Col de Romme
Le col de Romme se situe au sein du massif des Aravis, dans le département français de la Haute-Savoie, à 1 297 mètres d'altitude. La station de sports d'hiver de Romme se trouve à proximité.

## Cyclisme

### Cyclisme professionnel

#### Tour de France
Le col a été emprunté  par le versant septentrional par les coureurs cyclistes du Tour de France 2009, lors de la 17e étape où le Luxembourgeois Fränk Schleck est passé en tête, par le Tour de France 2018 lors de la 10e étape, que Julian Alaphilippe a franchi en première position, et par le Tour de France 2021 lors de la 8e étape entre Oyonnax et Le Grand-Bornand, au km 122,5, avec un passage en tête de Michael Woods.

#### Critérium du Dauphiné libéré
Il a été grimpé lors du Critérium du Dauphiné libéré, en 1992. Son ascension, classée hors-catégorie, fut au programme de la 5e étape du Critérium du Dauphiné 2020.

### Profil de l'ascension
Ce versant présente une déclivité moyenne de 8,7 %, sur 8,3 kilomètres d'ascension. Celle-ci débute de Cluses, par deux premiers kilomètres à plus de 11 % de moyenne. Les kilomètres deux à quatre varient entre 8 et 9 %, avec un pourcentage maximal de 13 % à la fin. Le kilomètre, à 7,3 %, traverse le village de Nancy-sur-Cluses. Après avoir franchi cette localité, la pente se durcit, avec une moyenne de près de 9,9 % durant les cinquième et sixième kilomètres. Les deux derniers kilomètres alternent entre 9,3 et 7,5 % avant de parvenir à la station de ski de Romme, à 1 297 mètres.

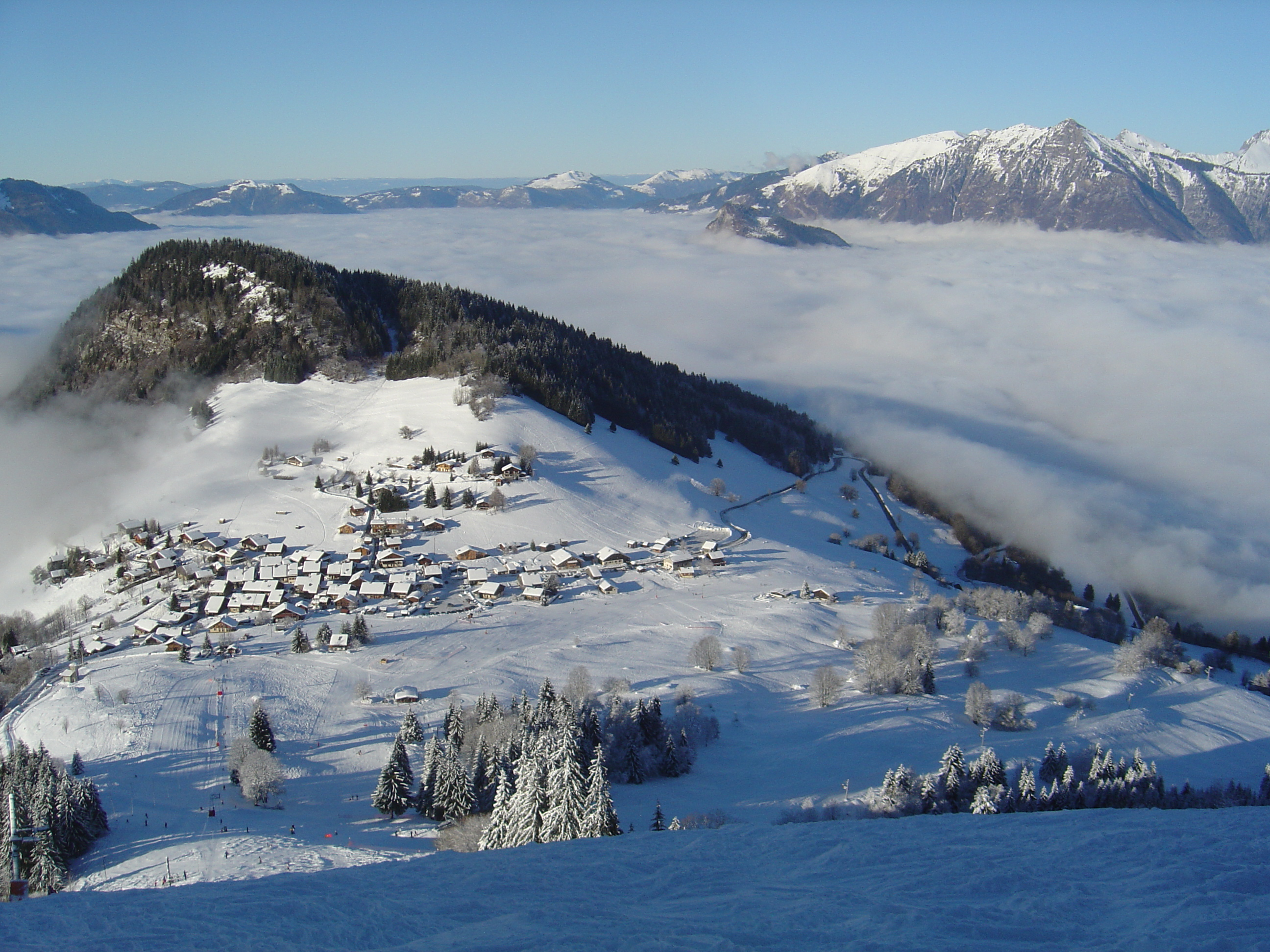
Vue hivernale du col de Romme et de sa station depuis l'ubac de la tête de la Sallaz au sud ; dans le lointain, les sommets du massif du Chablais dépassent dune mer de nuages.